# Kfar Tabor
Kfar Tabor (en hébreu : כפר תבור) est un village situé dans la Basse Galilée, sur la route Afoula-Tibériade. Il compte 2 500 habitants, installés au pied du mont Tabor, d'où le nom du village.

## Histoire
Kfar Tabor est fondé en 1901, par 28 familles d'immigrants de la première Alya, grâce au soutien d'un philanthrope juif, le baron Edmond de Rothschild.
Au départ, il porte de nom de Maskha, et ce jusqu'en 1903, lors de la visite dans le village de Menahem Ussishkin, qui propose le changement de nom en Kfar Tabor.
De nombreuses difficultés accompagnent les débuts du village ; nature ingrate, carence en eau, absence d'électricité, isolement des autres implantations juives et défaut de route d'accès aménagée. La localité n'a pu être connectée au réseau d'électricité que dans les années soixante et n'a eu l'eau courante qu'en 1966.
En 1909, lors d'une assemblée, le kibboutz décide du démantèlement de l'organisation Bar-Guiora et de la pose des jalons de ce qui deviendra le mouvement Hashomer, responsable de la sécurité des nouvelles implantations agricoles juives de Palestine.

## Curiosités
De nos jours, dans le quartier fondé par les pionniers, on peut visiter le musée du village, la maison dans laquelle fut décidée la fondation de Hashomer, la première école, qui abrite aujourd'hui la bibliothèque, et la synagogue construite en 1937. La seconde école, construite en 1911, est désormais utilisée comme centre musical (Centre Shenker). Dans la ville actuelle, on peut encore voir les premières maisons construites ainsi que la muraille de protection qui cernait Kfar-Tabor.
Dans les ruines situées à l'est de la ville, on a découvert de nombreux vestiges archéologiques, dont un pressoir à huile et les restes d'une mosaïque recouvrant le sol d'une synagogue de l'époque du Talmud et de la Mishna.
À l'est de ces mêmes ruines, on peut voir le premier cimetière de Kfar-Tabor, tout proche de la source d'eau de Maskha qu'utilisaient les pionniers à leurs débuts.
Au début des années 1950, on construit de nouveaux quartiers baptisés « Quartier des Vignes », des « Olives », des « Grenades », des « Figues », des « Caroubiers », des « Amandes », des « Prunes » et des « Cyprès ». Le village accueille de nouveaux habitants, notamment des immigrants juifs du Kurdistan.

## Personnalités
La localité est la patrie d'Ygal Allon, général et homme politique, un des héros de la Guerre d'indépendance d'Israël.
Dans les années 1980, elle a été dirigée par le maire Micha Goldman (Parti travailliste israélien) qui ensuite est devenu membre de la Knesset et vice-ministre.